# Poço Verde (ort)
Poço Verde är en ort i Brasilien.   Den ligger i kommunen Poço Verde och delstaten Sergipe, i den östra delen av landet, 1 200 km nordost om huvudstaden Brasília. Poço Verde ligger 260 meter över havet och antalet invånare är 12 167.
Terrängen runt Poço Verde är platt. Runt Poço Verde är det ganska glesbefolkat, med 48 invånare per kvadratkilometer.. Det finns inga andra samhällen i närheten.
Trakten runt Poço Verde består i huvudsak av gräsmarker.